# Simpang Gaung
Simpang Gaung is een bestuurslaag in het regentschap Indragiri Hilir van de provincie Riau, Indonesië. Simpang Gaung telt 7777 inwoners (volkstelling 2010).